# Bahía de Los Ángeles

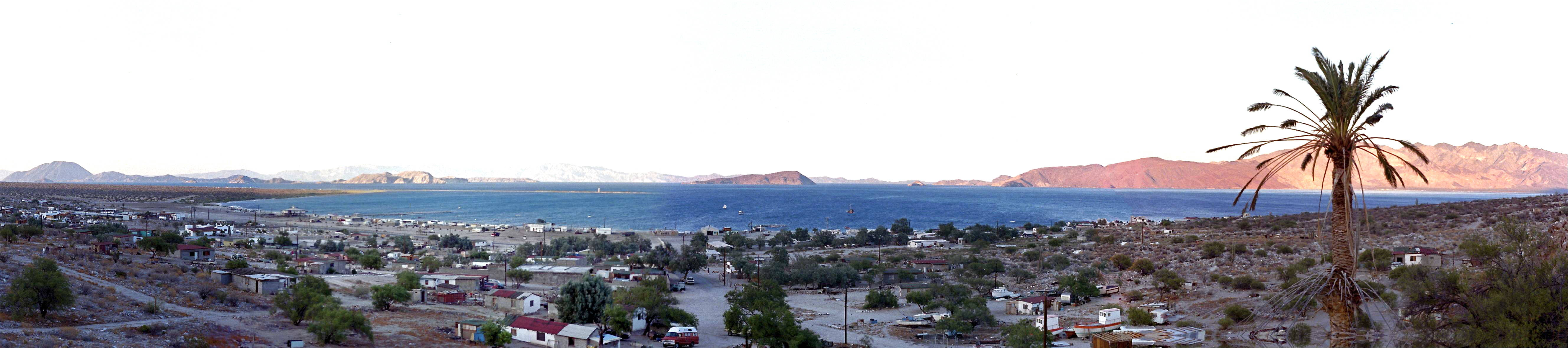
Bahía de Los Ángeles

De Bahía de Los Ángeles (Baai van de Engelen) is een baai aan de oostkant van het schiereiland Baja California (Neder-Californië), in de staat Baja California, in Noordwest-Mexico.
De baai ligt aan de Golf van Californië en heeft een woestijnklimaat.